# Diecéze Awka
Diecéze Awka je římskokatolická diecéze nacházející se v Nigérii.

## Území
Zahrnuje území státu Anambra.
Biskupským sídlem je město Awka, kde se nachází hlavní chrám, katedrála svatého Patrika.

## Historie
Diecéze byla zřízena 10. listopadu 1977 bulou Verba Christi papeže Pavla VI. z části území arcidiecéze Onitsha.
Dne 5. března 2020 byla část území včleněna do nové diecéze Ekwulobia.

## Seznam biskupů
- Albert Kanene Obiefuna (1977–1994)
- Simon Akwali Okafor (1994–2010)
  - Paulinus Chukwuemeka Ezeokafor (2010–2011) apoštolský administrátor
- Paulinus Chukwuemeka Ezeokafor (od 2011)